# Action française
Action Française (francosko dobesedno Francoska akcija) je francosko skrajno desno monarhistično politično gibanje. Z gibanjem je povezan tudi istoimenski časopis.
Gibanje in časopis sta leta 1899 ustanovila Maurice Pujo in Henri Vaugeois kot nacionalistično reakcijo proti posredovanju levio-usmerjenih intelektualcev v imenu Alfreda Dreyfusa. Charles Maurras se je gibanju hitro pridružil in postal njen glavni ideolog. Pod vplivom Maurrasa je Action française postala rojalistična, protirevolucionarna (nasprotovala je dediščini francoske revolucije ), protiparlamentarna in naklonjena decentralizaciji ter zagovarjala korporativizem, integralizem in katolicizem .
Kmalu po nastanku je Action française poskušala vplivati na javno mnenje tako, da je bila revija spremenjena v dnevni časopis in z ustanovitvijo novih organizacij. Gibanje je doživelo vrhunec med letoma 1899 in 1914 . V obdobju med vojnama je gibanje zaradi podpore med konservativnimi elitami še vedno uživalo nekaj ugleda, kljub temu pa je priljubljenost postopoma upadala zaradi vzpona fašizma in prekinitve odnosov s katoliško cerkvijo. Med drugo svetovno vojno je Action française podpirala Vichyjski režim in maršala Philippa Pétaina . Po padcu Vichyjske države je bil njen časopis prepovedan, Maurras pa obsojen na dosmrtno ječo. Gibanje se je kljub temu nadaljevalo v novih publikacijah in političnih združenjih, čeprav z bledenjem pomena (monarhizem je izgubljal priljubljenost), francoska skrajno desničarska gibanja pa so se preusmerila k poudarjanju katoliških vrednot in obrambi klasične francoske kulture. Nekateri gibanje vidijo kot predhodnika sedanje politične stranke Rassemblement National. 14. februarja 2023 je GPAHE izdal poročilo, v katerem je sodobno Action Française razvrstil med »antisemitske« in »versko nacionalistične« skupine.

## Ideologija
V ideologiji Action française so prevladovale načela Charlesa Maurrasa, ki so sledile njegovi privrženosti in spreobrnitvi ustanoviteljev gibanja v rojalizem. Gibanje je podpiralo obnovo oblasti Burbonske hiše in obnovo katolicizma kot državne vere, vse kot zbirališča v nasprotju s Tretjo francosko republiko, ki je veljala za pokvarjeno in ateistično s strani mnogih njenih nasprotnikov.
Gibanje je zagovarjalo decentralizacijo ("zvezno monarhijo ") z obnovitvijo predrevolucionarnih svoboščin v starodavnih francoskih provincah (ki jih je med revolucijo zamenjal sistem departmajev). Njen cilj je bil doseči obnovo z državnim udarom, ki bi verjetno vključeval prehodno avtoritarno vlado.
Action française ni bila osredotočena na obsodbo ene družbene ali politične skupine kot zarotniškega vira težav, ki so doletele Francijo. Različne skupine francoske skrajne desnice so imele sovraštvo do Judov, hugenotov in prostozidarjev. Tem je Maurras dodal nespecifične tujce, ki prebivajo v Franciji, ki so bili zunaj francoske zakonodaje pod Ancien Régime. Te štiri skupine "notranjih tujcev" je Maurras imenoval les quatre états confédérés in vse so veljale za del protifrancoske. Nasprotoval je tudi marksizmu in oktobrski revoluciji, a antagonizma proti njima ni bilo treba proizvajati.